# 長髯矮人
長髯矮人，是台灣民間傳說中生活在台灣山區的矮人族，擁有很長的鬍子，也有說法認為他們跟原住民傳說中的矮人族有關 。

## 外表
長髯矮人成年人的外貌就像十歲小孩，鬍子很長，甚至超過腹部或腰際，還有金色的眼睛。

## 習性
長髯矮人族住在台灣深山的山區裡，喜歡惡作劇，也有說法認為他們會吃人。

## 其他傳說與研究
另有說法認為長髯矮人的形象是身高不滿三尺（約120公分）、狀似猿猴，擅長爬樹和射箭的矮人族，並且住在玉山山區，有人根據這個形象，認為長髯矮人的傳說跟鄒族傳說中的矮人族：沙由諸有關。